# Смычок (деревня)
Смычо́к (также упоминается как Смычек) — деревня в Великолукском районе Псковской области России. Входит в состав Шелковской волости.

## География
Расположена на севере района на реке Ловать, в 26 км к северу от райцентра Великие Луки и в 1 км к северу от деревни Карцево.

## Население
| 2001 | 2002 | 2010 |
| ---- | ---- | ---- |
| 45   | ↘37  | ↗45  |

Численность населения деревни по оценке на начало 2001 года составляла 45 жителей.

## История
С января 1995 до декабря 2014 года деревня входила в состав ныне упразднённой Марьинской волости.